# Фаджано
Фаджано (итал. Faggiano) — коммуна в Италии, располагается в регионе Апулия, в провинции Таранто.
Население составляет 3518 человек (2008 г.), плотность населения составляет 176 чел./км². Занимает площадь 20 км². Почтовый индекс — 74020. Телефонный код — 099.
Покровителем коммуны почитается святой Иосиф Обручник, празднование 19 марта.

## Демография
Динамика населения:

## Администрация коммуны
- Официальный сайт: